# 1202 Марина
1202 Марина (енгл. 1202 Marina) је астероид са пречником од приближно 54,93 .
Афел астероида је на удаљености од 4,680 астрономских јединица (АЈ) од Сунца, а перихел на 3,325 АЈ.
Ексцентрицитет орбите износи 0,169, инклинација (нагиб) орбите у односу на раван еклиптике 3,333 степени, а орбитални период износи 2925,166 дана (8,008 година).
Апсолутна магнитуда астероида је 10,60 а геометријски албедо 0,033.
Астероид је откривен 13. септембра 1931. године.